# Ameed Mahajneh
Ameed Mohammed Tawfiq Mahajneh (in arabo عميد محاجنة‎?; Umm al-Fahm, 11 ottobre 1996) è un calciatore palestinese, difensore dell'Al-Rayyan e della Nazionale palestinese.

## Carriera

### Nazionale
Ha debuttato in Nazionale l'11 settembre 2023, nell'amichevole Vietnam-Palestina (2-0). Ha partecipato, con la selezione palestinese, alla Coppa d'Asia 2023. È sceso in campo, inoltre, nelle qualificazioni ai Mondiali 2026.

## Statistiche

### Cronologia presenze e reti in nazionale
Statistiche aggiornate al 29 dicembre 2024.

| Cronologia completa delle presenze e delle reti in nazionale ― Palestina | Cronologia completa delle presenze e delle reti in nazionale ― Palestina | Cronologia completa delle presenze e delle reti in nazionale ― Palestina | Cronologia completa delle presenze e delle reti in nazionale ― Palestina | Cronologia completa delle presenze e delle reti in nazionale ― Palestina | Cronologia completa delle presenze e delle reti in nazionale ― Palestina | Cronologia completa delle presenze e delle reti in nazionale ― Palestina | Cronologia completa delle presenze e delle reti in nazionale ― Palestina |
| Data                                                                     | Città                                                                    | In casa                                                                  | Risultato                                                                | Ospiti                                                                   | Competizione                                                             | Reti                                                                     | Note                                                                     |
| ------------------------------------------------------------------------ | ------------------------------------------------------------------------ | ------------------------------------------------------------------------ | ------------------------------------------------------------------------ | ------------------------------------------------------------------------ | ------------------------------------------------------------------------ | ------------------------------------------------------------------------ | ------------------------------------------------------------------------ |
| 11-9-2023                                                                | Nam Dinh                                                                 | Vietnam                                                                  | 2 – 0                                                                    | Palestina                                                                | Amichevole                                                               | -                                                                        |                                                                          |
| 23-1-2024                                                                | Doha                                                                     | Hong Kong                                                                | 0 – 3                                                                    | Palestina                                                                | Coppa d'Asia 2023 - Gironi                                               | -                                                                        | 82’                                                                      |
| 29-1-2024                                                                | Al Khor                                                                  | Qatar                                                                    | 2 – 1                                                                    | Palestina                                                                | Coppa d'Asia 2023 - Ottavi di finale                                     | -                                                                        | 85’                                                                      |
| 21-3-2024                                                                | Kuwait City                                                              | Palestina                                                                | 5 – 0                                                                    | Bangladesh                                                               | Qual. Mondiali 2026                                                      | -                                                                        | 90’                                                                      |
| 26-3-2024                                                                | Dacca                                                                    | Bangladesh                                                               | 0 – 1                                                                    | Palestina                                                                | Qual. Mondiali 2026                                                      | 1                                                                        | 24’, 90+2’                                                               |
| 11-6-2024                                                                | Perth                                                                    | Australia                                                                | 5 – 0                                                                    | Palestina                                                                | Qual. Mondiali 2026                                                      | -                                                                        | 40’ 66’                                                                  |
| 10-9-2024                                                                | Kuala Lumpur                                                             | Palestina                                                                | 1 – 3                                                                    | Giordania                                                                | Qual. Mondiali 2026                                                      | -                                                                        | 62’                                                                      |
| 10-10-2024                                                               | Basra                                                                    | Iraq                                                                     | 1 – 0                                                                    | Palestina                                                                | Qual. Mondiali 2026                                                      | -                                                                        | 12’ 46’                                                                  |
| 15-10-2024                                                               | Doha                                                                     | Palestina                                                                | 2 – 2                                                                    | Kuwait                                                                   | Qual. Mondiali 2026                                                      | -                                                                        |                                                                          |
| 14-11-2024                                                               | Mascate                                                                  | Oman                                                                     | 1 – 0                                                                    | Palestina                                                                | Qual. Mondiali 2026                                                      | -                                                                        | 46’                                                                      |
| 19-11-2024                                                               | Amman                                                                    | Palestina                                                                | 1 – 1                                                                    | Corea del Sud                                                            | Qual. Mondiali 2026                                                      | -                                                                        | 53’                                                                      |
| Totale                                                                   |                                                                          | Presenze                                                                 | 11                                                                       |                                                                          | Reti                                                                     | 0                                                                        |                                                                          |